# Hyloxalus fallax
Hyloxalus fallax es una especie de anfibio anuro de la familia Dendrobatidae.

## Distribución geográfica
Esta especie es endémica del Ecuador. Habita en las provincias de Cotopaxi y Bolívar entre los 1760 y 2430 m sobre el nivel del mar en el lado occidental de la Cordillera Occidental.

## Publicación original
- Rivero, 1991 : New Ecuadorean Colostethus (Amphibia, Dendrobatidae) in the collection of the National Museum of Natural History, Smithsonian Institution. Caribbean Journal of Science, vol. 27, n.º 1/2, p. 1-22[5]